# Pangasius rheophilus
Pangasius rheophilus is een straalvinnige vissensoort uit de familie van reuzenmeervallen (Pangasiidae). De wetenschappelijke naam van de soort is voor het eerst geldig gepubliceerd in 2000 door Pouyaud & Teugels.